# John Bassett Trumper
John Bassett Trumper (Cardiff, 31 marzo 1944) è un linguista britannico.

Esperto di dialettologia romanza, sociolinguistica, linguistica storica, etnolinguistica, linguistica applicata e giudiziaria, è considerato uno dei massimi studiosi di dialetti italo-romanzi.

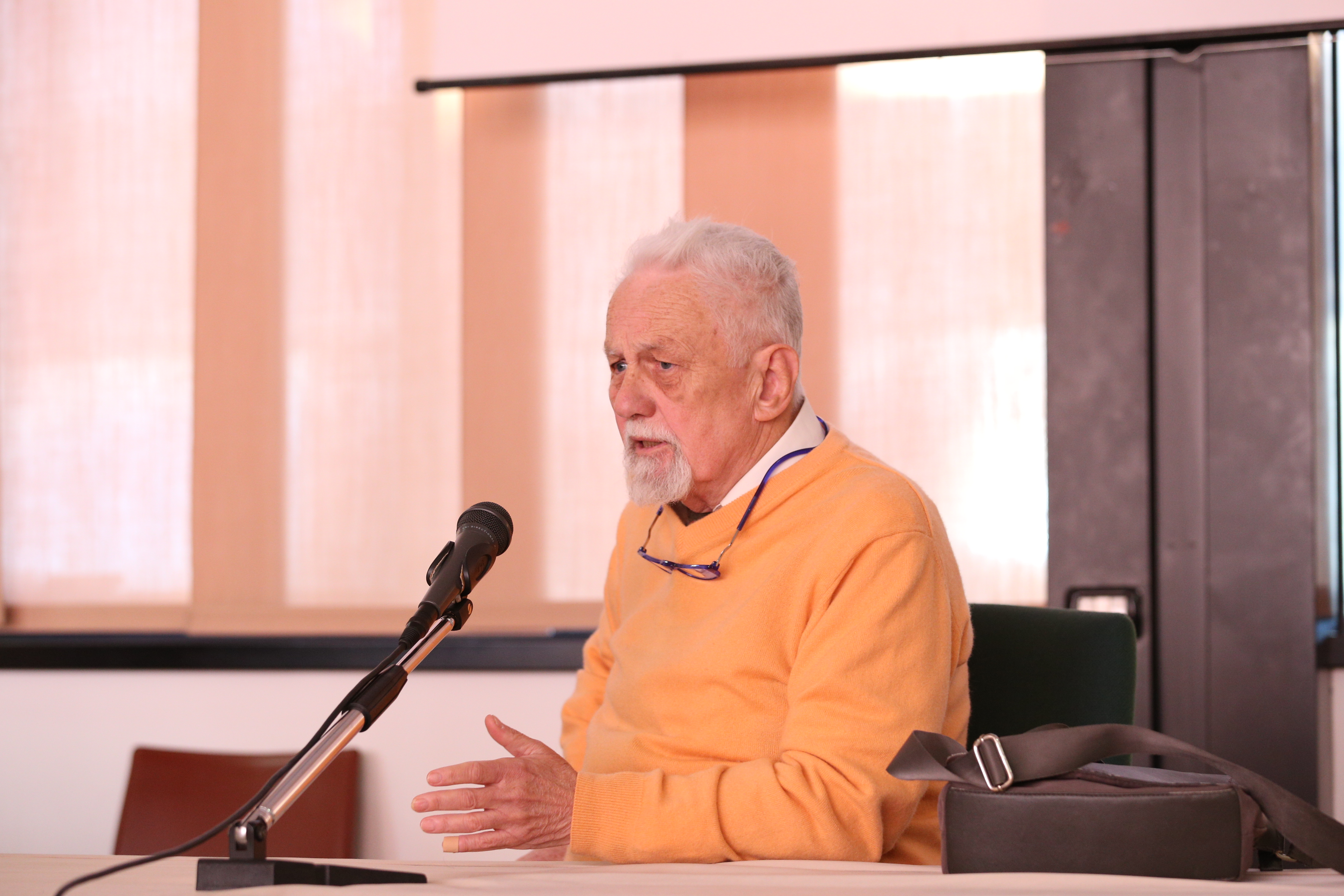
John Bassett Trumper

Biografia Ha conseguito il BA (Bachelor of Arts, laurea di primo livello in discipline umanistiche, corrispondente al nostro Diploma di Laurea Triennale) in italiano e romeno (lingua triennale: italiano, lingua biennale: romeno) nel 1970 presso lo University College di Londra, ove ebbe come maestri Carlo Dionisotti, Anna Laura Lepschy e Roberto Weiss,
Nel 1968-69 ebbe una borsa di studio per un soggiorno in Italia, giungendo a Padova dopo essere stato qualche settimana in Romania. A Padova fu notato da Carlo Tagliavini, che, preparando la quinta edizione del suo manuale Le origini delle lingue neolatine, gli chiese informazioni tanto sul sostrato celtico negli idiomi romanzi quanto sui prestiti latini nelle lingue celtiche. Tornato in Inghilterra, dopo il diploma di laurea triennale, progettò di conseguire il titolo di MA (Master of Arts), corso biennale che corrisponde alla nostra laurea magistrale o specialistica, ma non completò mai il corso, rimanendo dunque il diploma di laurea triennale il suo unico titolo di studio. Nel 1973 si trasferì in Calabria, dove era stato chiamato come Professore incaricato di Fonetica presso l'Università della Calabria dal 1973 al 1976; insegnò altresì Filologia germanica a Padova dal 1976 al 1980 e fonetica a Pavia dal 1977 al 1979. Nel 1980 divenne ordinario di Glottologia e Linguistica generale all'Unical, incarico che ha mantenuto fino al suo collocamento a riposo nel 2014.   
Precursore in Italia degli studi di sociolinguistica variazionale e, assieme a Giorgio Raimondo Cardona e Maurizio Gnerre, di etnolinguistica, Trumper, che a Londra aveva seguito un corso di fonetica degli allievi del celebre Daniel Jones, fu nominato perito fonico-glottologico di parte in due dei più importanti processi degli Anni di piombo: il primo riguardante la Strage di Peteano, il secondo sul rapimento e l'uccisione di Aldo Moro. In entrambi i casi, le sue perizie, modello di sociolinguistica giudiziaria, si rivelarono decisive per il corso delle indagini.
È membro della Società Italiana di Glottologia (SIG) e dell'Associazione Italiana di Acustica.
Poliglotta, parla correntemente cimrico, inglese, francese, romeno, albanese, italiano e vari dialetti italo-romanzi.